# LSU Champagne
 'LSU Champagne' es un cultivar moderno de higuera de tipo higo común Ficus carica unífera (con una sola cosecha de higos por temporada, los higos de verano-otoño), de piel con color de fondo verde claro, con sobre color amarillo verdoso alrededor del ostiolo. En América del Norte son capaces de ser cultivadas en USDA Hardiness Zones 7 a 10.

## Sinonimia
- "LSU Golden Celeste",[4][5]
- "LSU Yellow"
- "L55-13-22"

## Historia
La variedad 'LSU Champagne' fue criada hace más de 40 años. « La Estación Experimental Agrícola de Luisiana » llevó a cabo un programa de cría de higos durante la década de 1950 y principios de los 60 para desarrollar nuevas variedades para Luisiana. Durante ese tiempo, los investigadores, bajo la dirección del Dr. Ed O´Rourke, hicieron cruces y evaluaron las plántulas para la adaptación. Este programa de cría se suspendió a fines de la década de 1960, pero algunas de las selecciones de LSU fueron mantenidas por viveros y jardineros particulares (tal como la 'LSU Inproved Celeste' que nunca fue lanzada al mercado oficialmente), y en los huertos de la estación de investigación de LSU AgCenter (donde algunas variedades fueron después lanzadas oficialmente al mercado por la LSU, tal como las variedades 'LSU O'Rourke', 'LSU Champagne' y 'LSU Tiger' en 2007).
Esta higuera fue criada en la Universidad Estatal de Luisiana por el obtentor Ed O´Rourke en la década de 1960, de un cruce de una planta de 'Celeste' como planta femenina polinizada por el Cabrahigo 'C1' cabrahigo con frutos comestibles cedido por Ira J. Condit. La variedad 'Champagne' es una selección de un grupo de semillero derivado de un cruce de 'Celeste' x 'C1’, este cruce fue hecho en 1955 y la selección del semillero fue hecha por Ed O'Rourke en 1959 y la obtención denominada inicialmente como 'L55-13-22'.

## Características
Las higueras 'LSU Champagne' se pueden cultivar en zona de rusticidad USDA 7 a más cálida húmeda, siendo la zona óptima de cultivo comprendida entre USDA Hardiness Zones de 8a a 10.
Las plantas son vigorosas, con buena tolerancia al frío, unífera (una sola cosecha por temporada), los árboles de 'Champagne' crecen produciendo en posición vertical, producirán un árbol de forma piramidal si no se le guía mediante poda. La cubierta del follaje es escasa en comparación con 'Celeste' en que los troncos y las ramas de 'Champagne' todavía están visibles después de la foliación completa en plena temporada. Las hojas maduras de 'Champagne' son palmadas. En mayoría de 5 lóbulos, y pocas con 3 lóbulos. El lóbulo primario está espatulado, y los lóbulos basales son cordados con ligeras arrugas.
El higo 'LSU Champagne' es un fruto de buena calidad, de unos 30 a 40 mm de diámetro, tamaño mediano 23gr. Cuya epidermis es con color de fondo verde claro, con sobre color amarillo verdoso alrededor del ostiolo. El fruto tiene una forma oblonga, con un extremo distal alrededor del ostiolo ligeramente redondo, y se estrecha ligeramente hacia el extremo con un cuello corto. El ostiolo está cerrado en la fruta madura, con escamas pequeñas pegadas a la epidermis, de color verde claro. Pedúnculo grueso y corto 2 a 3 mm. Carne blanca 2 a 3 mm de grosor, cavidad interna pequeña, con aquenios medianos y pocos, con pulpa de color canela suave a caramelo suave cuando está maduro. De sabor dulce jugosa, y rica en aromas. Las frutas maduran casi al mismo tiempo que 'Celeste', la primera semana de julio madura durante un período de 15 días, lo cual es comparable a 'Celeste' y 'Florentine'.
Esta variedad es autofértil y no necesita otras higueras para ser polinizada. El higo tiene un ostiolo que está cerrado por lo que es bastante resistente a la putrefacción, ya que evita el deterioro durante condiciones climáticas adversas. La variedad 'LSU Champagne' es precoz, un rasgo importante para temporadas de crecimiento cortas en zonas frías de Estados Unidos donde se cultiva en macetas y se pueden desarrollar y madurar plenamente, en los veranos de estas zonas frías.
Cultivo bien adaptado en el sur húmedo de Estados Unidos, en Luisiana, Florida, Carolina del Sur y en Carolina del Norte.

## Cultivo
Se cultiva sobre todo en huertas y jardines privados de Florida, Luisiana, Carolina del Sur y Carolina del Norte.
'LSU Champagne' son higueras productoras de higos que dan lugar a excelente higos para todo uso, tanto para mermeladas, higos secos y consumo en fresco.